# 关于农业生产互助合作的决议（草案）
《关于农业生产互助合作的决议（草案）》是中共中央1951年9月9日通过、12月15日下发试行的文件。1953年2月15日通过了其修改稿《关于农业生产互助合作的决议》。

## 历史
1951年中共山西省委向华北局报告：“必须稳健地，但是积极地提高互助组织，引导它走向更高一级的形式。只有如此，才能基本上扭转涣散的趋势。”7月3日，刘少奇批转山西省委报告，批语说：“已有人提出了这样的意见：应该逐步地动摇、削弱直至否定私有基础，把农业生产互助组织提高到农业生产合作社，以此作为新因素，去‘战胜农民的自发因素’。这是一种错误的、危险的、空想的农业社会主义思想。”而毛泽东支持了山西省委，并亲自制定《关于农业生产互助合作的决议（草案）》，1951年9月9日中共中央召开第一次农业互助合作会议通过。12月15日，中共中央将文件发给各级党委试行。1953年2月15日中共中央通过草案的修改稿《关于农业生产互助合作的决议》。推动了农业合作化运动的发展。

## 内容
决议指出，农民在土地改革基础上所发扬起来的生产积极性，表现在两个方面：一方面是个体经济的积极性，另方面是劳动互助的积极性。决议指出，农业生产互助合作大体上有三种主要的形式。第一种形式是简单的劳动互助，第二种形式是常年的互助组，这是比第一种形式较高的形式。第三种形式是以土地入股为特点的农业生产合作社，因此或称为土地合作社。决议认为，在群众有比较丰富的互助经验，而又有比较坚强的领导骨干的地区，应当有领导地、有重点地发展第三种形式。